# Adnan Khashoggi

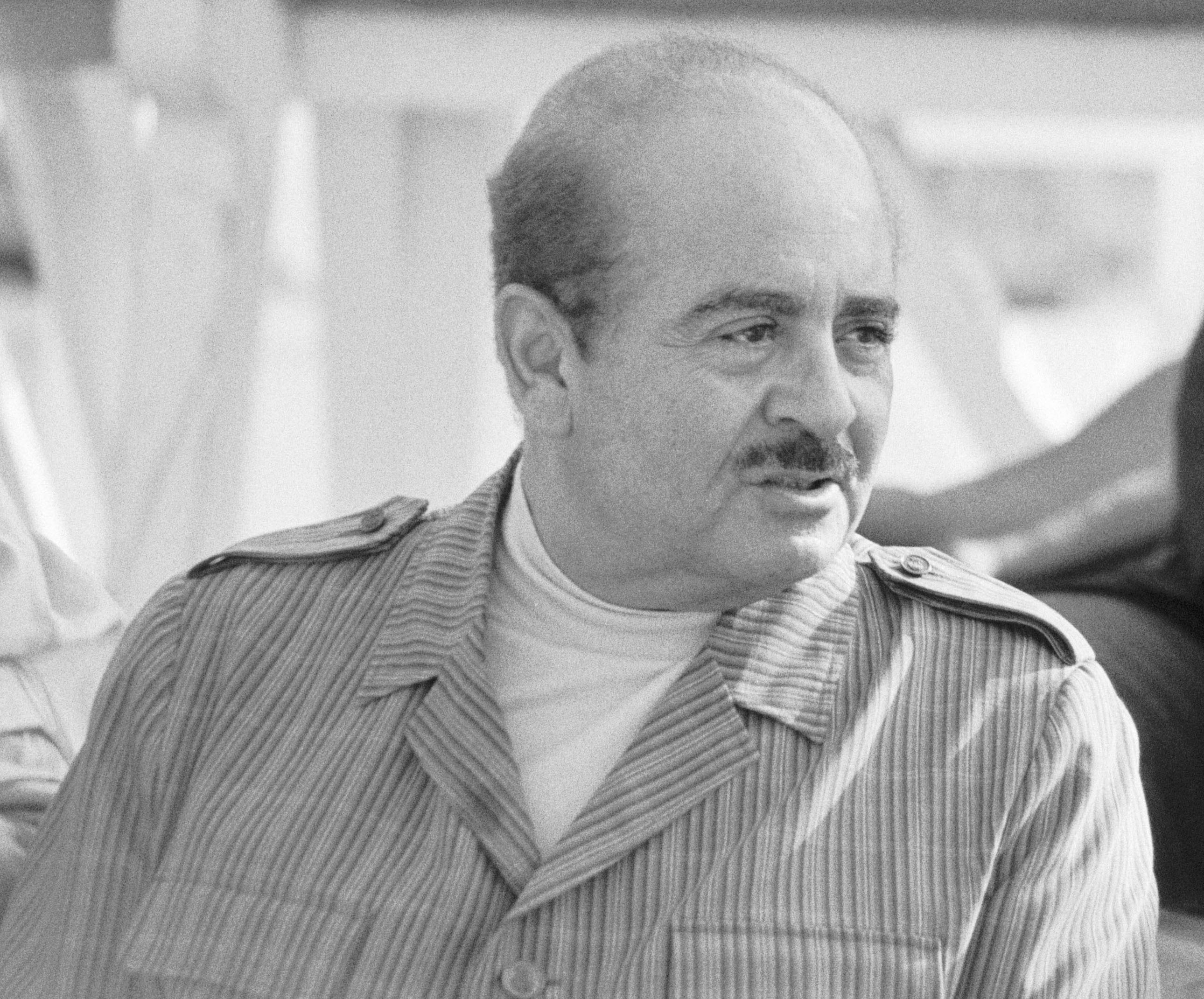
Adnan Khashoggi (1980er-Jahre)

Adnan Mohammed Khashoggi (arabisch عدنان محمد خاشقجي Adnan Muhammad Chaschuqdschi, DMG ʿAdnān Muḥammad Ḫāšuqǧī; türkisch Adnan Kaşıkçı), im deutschsprachigen Raum auch Adnan Kaschoggi oder Adnan Kashoggi geschrieben (* 25. Juli 1935 in Mekka, Saudi-Arabien; † 6. Juni 2017 in London), war ein arabischer Geschäftsmann, der in den 1970er-Jahren als Waffenhändler bekannt wurde.
Adnan Khashoggi galt in den 1980er-Jahren als außergewöhnlich wohlhabend. Sein Gesamtvermögen wurde auf vier bis zehn Milliarden US-Dollar geschätzt. Schlagzeilen machte er vor allem aufgrund seines verschwenderischen Lebensstils.

## Ausbildung und Beruf
Bis 1952 besuchte Khashoggi das exklusive Victoria College in Alexandria (Ägypten), wo er unter anderem den späteren jordanischen König Hussein kennenlernte. 1953 ging er in die Vereinigten Staaten und studierte Wirtschaftswissenschaften, erst drei Semester an der California State University in Chico, dann ein Semester an der Stanford University in Palo Alto. Während des Studiums begann auch seine Tätigkeit als Vermittler von Geschäften. Mit der Assistenz beim Verkauf von Lastwagen nach Ägypten verdiente er 150.000 US-Dollar.

## Familie
Khashoggi, der Familienname bedeutet auf Deutsch „Löffler“ (Kaşıkçı), wurde als ältester Sohn von Mohammed Khalid Khashoggi geboren, einem der Leibärzte des saudischen Königs Abd al-Aziz ibn Saud. Sein Vater stammte aus der Türkei. Er war als Mekka-Pilger ins Land gekommen und brachte es bis zum Vize-Gesundheitsminister. Seine Schwester, die Schriftstellerin und Journalistin Samira Khashoggi, heiratete den Ägypter Mohamed Al-Fayed, der später durch die Übernahme des Londoner Kaufhauses Harrods berühmt wurde. Khashoggi war der Onkel von Dodi Al-Fayed, dem Sohn von Samira und Mohamed Al-Fayed, der zusammen mit Prinzessin Diana 1997 tödlich in Paris verunglückte. Ein anderer bekannter Neffe war der Journalist Jamal Khashoggi, der im Oktober 2018 im saudischen Generalkonsulat in Istanbul ermordet wurde.
Aus erster Ehe mit seiner Frau Soraya (1961–1974) hat Khashoggi eine Tochter (Nabila) und vier Söhne (Mohammed, Chalid, Hussein, Omar). Durch die Scheidung erhielt Soraya 1982 eine Abgeltung von 870 Millionen Dollar. 1978 heiratete er die aus Italien stammende Lamia Biancolini. Gemeinsam haben sie einen Sohn (Ali).

## Geschäfte
Mitte der 1950er-Jahre kehrte Khashoggi nach Saudi-Arabien zurück und wurde Geschäftsmann. Seinen ersten Erfolg hatte er 1956 mit der Vermittlung einer Lieferung US-amerikanischer Lastwagen an die saudische Armee. Seinen Aufstieg begann er ab 1964 als Generalvertreter internationaler Marken wie Chrysler, Fiat und Rolls-Royce in Saudi-Arabien.
Ab 1965 verdiente er an der Vermittlung von Rüstungsgeschäften zwischen großen US-amerikanischen Konzernen und den aufstrebenden Golfstaaten. Während der 1970er-Jahre gingen laut dem Bericht eines Untersuchungsausschusses des US-Senats 80 Prozent aller Waffenlieferungen der USA an Saudi-Arabien durch seine Hände. Er repräsentierte Firmen wie Raytheon und Lockheed, aber auch französische und deutsche Hersteller.
Seine Geschäfte kontrollierte er mittels der in Luxemburg registrierten Firma Triad Holding Corporation, deren Sitz in Beirut war. Seine beiden Brüder nahm er als Partner auf. 1974 gründete er für die Geschäfte in den USA die Holding Triad America in Salt Lake City.
Strengere internationale Rüstungskontrollen erschwerten seine Geschäfte ab den 1970er-Jahren. Er investierte daraufhin in Immobilien, Banken und Ölraffinerien, doch viele Projekte scheiterten. 1990 bezifferte Der Spiegel sein Vermögen auf noch 50 Millionen US-Dollar.
Bei den Dokumentarfilmen The One Percent und Where I Stand: The Hank Greenspun Story gab er Interviews.

## Yacht und Wohnsitze

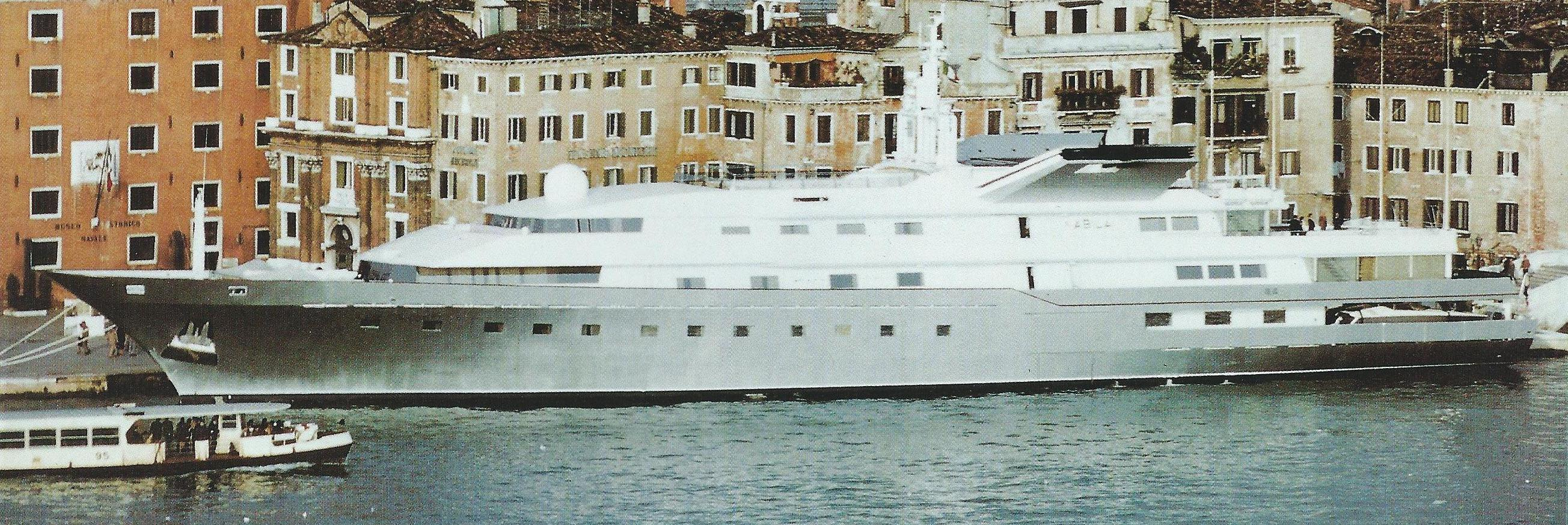
Khashoggis Yacht Nabila (1982)

Adnan Khashoggis private Yacht, benannt nach seiner Tochter Nabila, war 86 Meter lang, hatte eine Garage für einen Rolls-Royce Phantom V, einen bordeigenen Hubschrauber und 40 Mann Besatzung. Die Yacht wird in dem Lied Khashoggi’s Ship der Rockband Queen (auf dem Album The Miracle) erwähnt. Im James-Bond-Film Sag niemals nie war das Schiff unter dem Namen „Flying Saucer“ als Yacht des Bösewichts Largo zu sehen. Die Nabila gehörte zwischenzeitlich Donald Trump (als Trump Princess) und befindet sich mittlerweile im Eigentum von Prinz al-Walid ibn Talal. Sie trägt heute den Namen Kingdom 5KR.

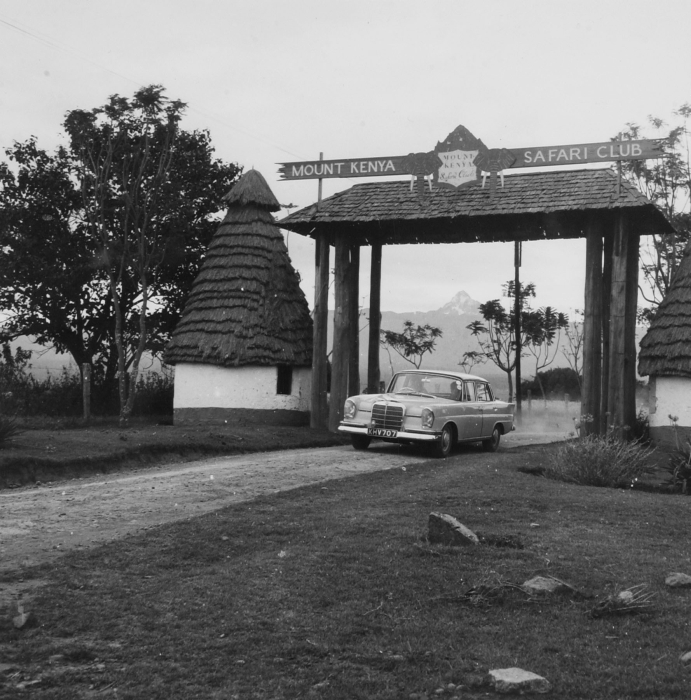
Khashoggis Mount Kenya Safari Club, von dem der Name des Geheimbündnisses abgeleitet wurde

An mehreren Orten besaß Khashoggi Wohnsitze. Darunter befanden sich die Villa „Mohamedia“ an der Côte d’Azur, ein 2000 Hektar großes Anwesen namens „La Baraka“ in Marbella und zwei Stockwerke im Olympic Tower in der 5th Avenue in New York City.
Von Khashoggis Mount Kenya Safari Club wurde der Name des Geheimbündnisses Safari Club abgeleitet, das zum Friedensvertrag zwischen Ägypten und Israel von 1979 geführt haben soll.

## Strafverfolgung
1986 wurde er beschuldigt, Vermittler bei der Iran-Contra-Affäre gewesen zu sein. 1989 verhafteten ihn Schweizer Behörden auf Ersuchen der USA, da er dem philippinischen Diktator Marcos bei illegalen Geschäften mit unterschlagenem Staatsgeld geholfen habe. In der Schweiz wurde er vom späteren Präsidenten des Schweizer Fussballverbands Ralph Zloczower vertreten. Während der Haft hatte er einen Bediensteten und ließ sich das Essen vom Hotel Schweizerhof liefern. Am 19. Juli 1989 wurde er schließlich in die USA ausgeliefert, wo er erst vom FBI verhaftet und nach zehn Tagen in Gewahrsam in den Hausarrest entlassen wurde. Am 2. Juli 1990 sprach ihn ein New Yorker Gericht von diesem Vorwurf frei.